# Gare de Pithiviers
La gare de Pithiviers est une gare ferroviaire française fermée au trafic de voyageurs, située sur le territoire de la commune de Pithiviers dans le département du Loiret en région Centre-Val de Loire.

## Situation ferroviaire
Gare de bifurcation, elle est située au point kilométrique (PK) 93,915 de la ligne d'Étampes à Beaune-la-Rolande et au PK 159,173 de la ligne des Aubrais - Orléans à Malesherbes. Son altitude est de 121 m.

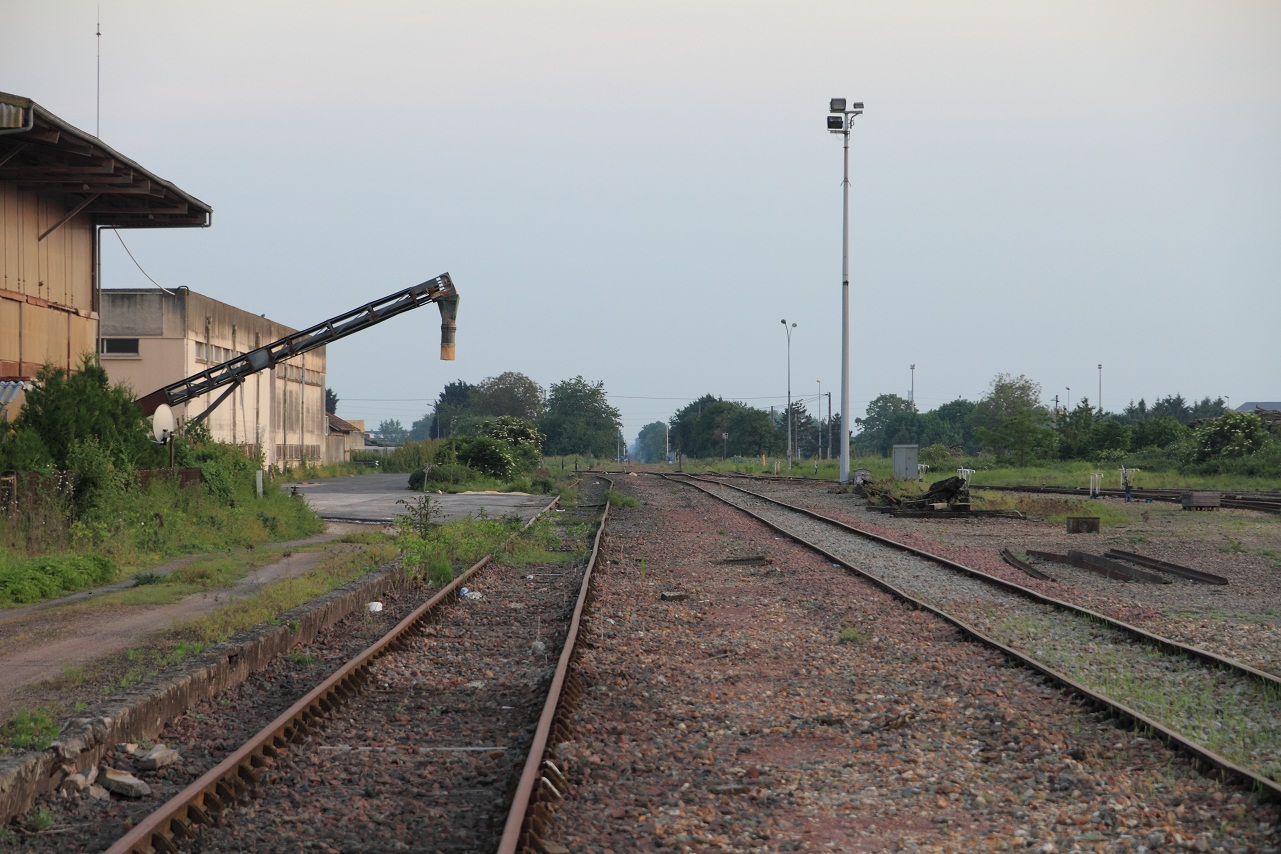
Vue des voies en direction des Aubrais en mai 2012.

## Histoire
Durant la Seconde Guerre mondiale, au cours de l'année 1942, plusieurs convois de Juifs partent de la gare de Pithiviers à destination du camp nazi de concentration et d'extermination d'Auschwitz-Birkenau en Pologne.
La fermeture du service voyageurs intervient le 4 octobre 1969 à la suite de la fermeture de la liaison ferroviaire Orléans - Malesherbes remplacée par un service d'autocars. 
En mai 2017, le Mémorial de la Shoah a annoncé la création d'un lieu de mémoire au sein du bâtiment de l'ancienne gare de voyageurs, à la suite d'un accord passé avec la SNCF qui prend en charge le coût des travaux de rénovation. Le mémorial est inauguré par le chef de l'État Emmanuel Macron, le 17 juillet 2022, à l'occasion du 80e anniversaire de la rafle du Vélodrome d'Hiver.

## Service des voyageurs

### Desserte
Cette gare est fermée au service des voyageurs.

## Service des marchandises
Cette gare est ouverte au service du fret (train massif seulement).
La gare de Pithiviers connaît quatre embranchements différents desservant chacun :
- L'usine d'engrais Interfertil (groupe Roullier) fermée en 2007
- La malterie Soufflet
- La coopérative agricole "Agropithiviers" à Pithiviers-le-Vieil, spécialisée dans la collecte et le stockage de céréales
- La sucrerie (groupe Cristal Union) à Pithiviers-le-Vieil[6].